# مروان إسكندر
مروان إسكندر (ولد في 1938) هو اقتصادي لبناني.

## نبذة
حصل على بكالوريوس وماجستير اقتصاد من الجامعة الأميركية في بيروت. وليسانس حقوق من الجامعة اللبنانية ودراسات عليا من جامعة أكسفورد. درّس في كلية بيروت الجامعية. عمل مستشارا لرئيس شركة كات. تولى مهمات مديرية التخطيط في مجموعة النهار. أسس مكتب دراسات اقتصادية. عمل مستشارا غير مقيم لعدد من الدول العربية النفطية. شارك في لجنتين لتقييم خطواط تصحيح أوضاع الأقتصاد اللبناني. أسس مصرفا عربيا في باريس

## أعماله
- الضمان الاجتماعي في لبنان وتأثيراته الاقتصادية، 1962
- الذهب، الاسترليني، الدولار، 1978
- الدعم العربي النفطي، 1973
- الكتاب السنوي عن الاقتصاد اللبناني، من 1981 حتى 2006
- غيوم فوق الكويت، 1991
- السراب الذهبي، رواية باليابانية، 1992
- وجوه لبنانية، بالاشتراك مع زوجته، 1994
- الدور الضائع - لبان وتحيات القرن الواحد والعشرين، 2000
- رفيق الحريري وقدر لبنان، 2006